# Bruno Malaguti
Pour les articles homonymes, voir Malaguti.
Bruno Malaguti (Finale Emilia, 5 décembre 1887 - Rome, 2 décembre 1945) était un général italien.

## Biographie
Après ses études à l'Académie militaire de Modène (1909), il participe à la Première Guerre mondiale avec le grade de sous-lieutenant (sottotenente) dans le 5e régiment de Bersaglieri au Col di Lana, 1915 - 17, puis au commandement d'unités agrégées en France sur la Meuse, dans la région de l'Argonne, où en novembre 1918 les Français regagnent le territoire, arrêtant définitivement les troupes allemandes. Blessé à plusieurs reprises et promu au mérite, il est affecté, après la fin de la guerre, à la Commission interalliée en Allemagne avec des fonctions de contrôle et de liaison.
En avril 1928, il est promu lieutenant-colonel (tenente colonnello) et en 1934, il prend le commandement du 6e régiment de Bersaglieri jusqu'à ce qu'il soit nommé sous-chef d'état-major du corps d'armée en 1937. Général de brigade (Generale di Brigata), en mai 1940, il est envoyé en Afrique du Nord, puis nommé sous-chef d'état-major.
Général de division (Generale di Divisione) et chef d'état-major dans la campagne de Russie, à partir du 10 juillet 1942 sous les ordres du général Italo Gariboldi, il est à la tête de la 8e armée du front oriental commandée par le général Adalberto di Savoia. La 8e armée était composée de légions croates, de divisions allemandes, roumaines, hongroises et italiennes de l'armée italienne en Russie (Armata Italiana in Russie - ARMIR), dans laquelle convergeaient également les restes du corps expéditionnaire italien sur le front de l'Est (Corpo di Spedizione Italiano in Russia - CSIR) commandé par le général Giovanni Messe. Destinés à l'origine au Caucase, ils furent stationnés sur la ligne du Don où ils furent submergés par la contre-offensive russe (Opération Saturne) durant l'hiver 1942-1943. Les événements bien connus de la fin janvier ont vu les divisions alpines se retirer en direction de Nikolaievka, résistant à l'encerclement russe. La division Julia et la division Cuneense ont perdu le contact et se sont dirigées vers le sud, subissant le pire, tandis que la division Tridentina a réussi, dans une attaque désespérée, à créer une brèche qui a sauvé pas moins de 18 000 soldats. La connaissance du terrain et le ravitaillement des alliés anglo-américains déterminent la supériorité militaire soviétique, contraignant les divisions italiennes et allemandes à la défaite. Du 20 août 1942 au 20 février 1943, sur les 229 000 soldats italiens, 88 548 sont déclarés morts ou disparus. En mars-avril 1943, l'ARMIR rentre en Italie et les divisions sont redéployées ou définitivement dissoutes.

## Le8 septembre 1943de la Vénétie julienne
Dans les jours précédant la proclamation du maréchal Badoglio, la dislocation des troupes italiennes sur la frontière orientale était la suivante : la division Julia sous le commandement du général Franco Testi (chef d'état major lieutenant-colonel Luigi Zenga) dans le Val d'Isonzo, le Val Badia et le Haut-Frioul ; le 14e commandement des gardes-frontières à Tarvisio, Piedicolle et dans la zone de Vipacco-Postumia ; la division Turino sous le commandement du général Bruno Malaguti dans la zone de Gorizia (commandant de l'infanterie, le général Arnaldo Pavan et le lieutenant-colonel Giuseppe Spoliti). Les Allemands, informés de l'imminence d'un armistice, descendent en force de Villaco, dans le haut Frioul, les divisions italiennes commencent par intimider puis offrent une résistance armée à partir du 26 août. Les affrontements, parfois sanglants, durent jusqu'au 12 septembre. Les partisans encadrent les soldats italiens à Prevallo, tandis que les ouvriers armés de la ville engagent la bataille de Gorizia. La division Turino a repoussé toutes les attaques allemandes du 9 au 11 septembre. Invaincue, elle dut se replier le 12 sur ordre du commandement du XXIVe corps d'armée (général Licurgo Zannini) à Udine. Avant d'être démis de ses fonctions, le général Malaguti a ordonné que tous les prisonniers politiques soient libérés des prisons et des camps de concentration. Arrêté par les Allemands, il est interné dans le Stammlager XX-A de la forteresse de Thorn en Pologne et déclaré ennemi de l'Allemagne. En mars 1944, il est remis à la République sociale italienne (Repubblica Sociale Italiana - RSI) et détenu dans les prisons politiques de Vérone, Venise et Brescia et est jugé par le Tribunal spécial de guerre en janvier 1945. Les militaires italiens ont payé un lourd tribut à leur comportement : 157 ont été tués, dont 29 fantassins du 'Torino' capturés par les Allemands à Salcano, fusillés et enterrés dans une ancienne tranchée à  Sella Montesanto. Après le 8 septembre, pas moins de 12 divisions italiennes du front oriental italien ont refusé de rendre leurs armes, générant des groupes de résistance armée tels que la brigade Osoppo et la brigade Garibaldi, plus connue, formée en décembre 1943 à partir de soldats des divisions Taurinense et Venezia.
Le général Bruno Malaguti, est libéré le 25 avril 1945, échappant avec d'autres officiers à l'exécution ordonnée par le RSI. Transféré à Rome sur ordre du commandement allié, il reste à la disposition du ministère de la Défense en tant qu'officier rapporteur. Admis à l'hôpital Virgilio de Rome, il meurt le 2 décembre 1945 des conséquences de son emprisonnement.

## Décorations

### Décorations Italiennes
- Chevalier de l'Ordre militaire de Savoie
- Au cours de soixante jours de combats acharnés dans des conditions exceptionnellement difficiles, il a géré avec calme et sérénité des situations parfois extrêmement délicates, en intervenant personnellement de manière plus que décisive et en effectuant des reconnaissances et des missions audacieuses avec les unités en ligne, confirmant ainsi ses brillantes qualités de chef courageux et ingénieux. Afrique du Nord, mai-décembre 1941.
- Arrêté royal du 26 mai 1942
 - Officier de l'Ordre militaire de Savoie
- Front russe, juin 1942 - janvier 1943
- Arrêté royal du 9 juin 1943
 - Médaille d'argent de la valeur militaire
- Col di Lana 11 juillet 1915
 - Médaille d'argent de la valeur militaire
- Monte Santo 15-25 mai 1917
 - Médaille d'argent de la valeur militaire
- Monte Santo 13-31 août 1917
 - Médaille de bronze de la valeur militaire
- Monte Vodice 26 octobre 1917
 - Croix de guerre de la valeur militaire
- Argonne, Marna, Aisne, Ailette juin-novembre 1918
 - Croix du Mérite de guerre (3 concessions)
 - Chevalier de l'Ordre de la Couronne d'Italie
- Rome 7 avril 1918
 - Officier de l'Ordre de la Couronne d'Italie
- San Rossore 24 avril 1935
 - Commandeur de l'Ordre de la Couronne d'Italie
- San Rossore 16 juillet 1936
 - Grand Officier de l'Ordre de la Couronne d'Italie
- Rome 23 octobre 1940
 - Chevalier de l'Ordre des Saints-Maurice-et-Lazare
- Rome 19 février 1920
 - Médaille commémorative de la guerre italo-autrichienne 1915-1918
- Rome 28 avril 1921
 - Médaille commémorative de l'Unité italienne
- Décret royal 1362 du 19 octobre 1922
 - Médaille de la Victoire interalliée
- Décret royal 1918 du 16 décembre 1920
 - Médaille commémorative de la guerre 1940-1943
- Rome 4 juillet 1942
 - Croix militaire en or pour le service
- Rome 30 septembre 1928
 - Croix commémorative de la 8e armée
 - Insigne pour l'effort de guerre (1914-1918)
- Décret royal 641 du 21 mai 1916
 - Insigne des blessés de guerre (1917-1934)
- Col di Lana ", 11 juillet 1915 - " Valparola ", 27 octobre 1915 - " Vallazza ", 19 février 1916

### Décorations étrangères
- Croix de première classe de l'Ordre de la Couronne du Roi Zvonimiro (Croatie)
- Zagabria 9 novembre 1942
 - Croix de guerre 1914-1918 avec palme en bronze (France)
- Aisne 25 décembre 1918
 - Médaille commémorative de la guerre 1914-1918 (France)
- Paris 11 novembre 1923
 - Chevalier de l'Ordre national de la Légion d'honneur (France) 
- Paris 28 février 1924
 - Croix de fer de 1re classe (Allemagne)
 -  Croix de fer de 2e classe (Allemagne)

## Source
- (it) Cet article est partiellement ou en totalité issu de l’article de Wikipédia en italien intitulé « Bruno Malaguti » (voir la liste des auteurs).